# Gjin-Aleksi-Moschee

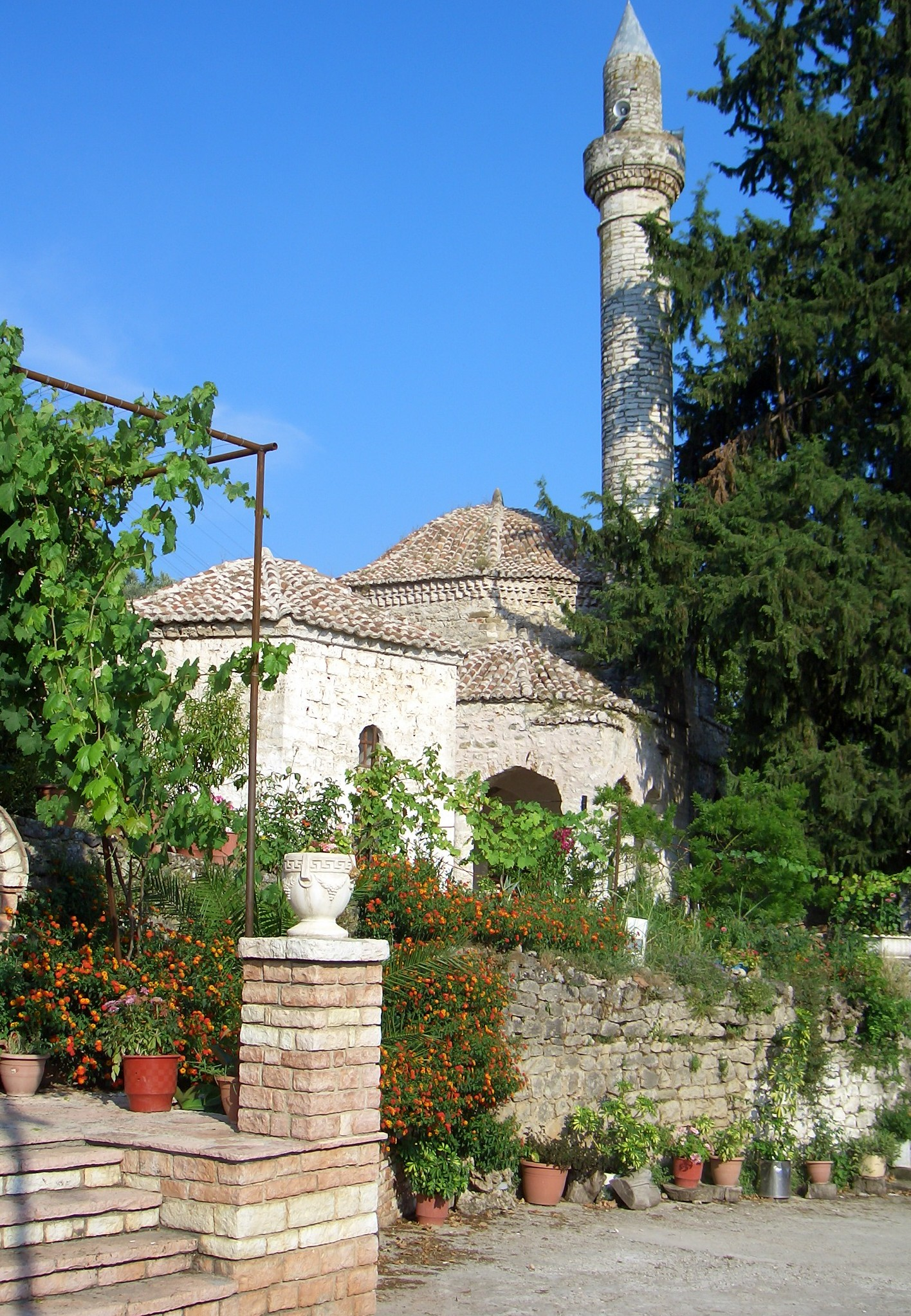
Moschee in einer Aufnahme aus dem Jahr 2010 mit Türbe davor

Die Gjin-Aleksi-Moschee (albanisch Xhamia e Gjin Aleksit, türkisch Kinaleksi Mescidi) ist eine historisch bedeutende Moschee in der Ortschaft Rusan, die drei Kilometer nordwestlich  von Delvina in Südalbanien liegt.
Evliya Çelebi erwähnte die Moschee während seines Besuchs in Delvina um das Jahr 1670. Es wird angenommen, dass die Moschee nicht viel älter ist und im 17. Jahrhundert errichtet worden ist. Die Moschee wurde auf Ruinen einer Kirche aus dem 12. Jahrhundert erbaut und nach einem zum Islam konvertierten Christen – Alex – benannt.
Die Einkuppelmoschee befindet sich im Ortskern und besteht aus einer mit Holz bedachten, offenen Vorhalle auf der Vorderseite, dem quadratischen Gebetsraum und einem niedrigen Minarett aus Stein. Der Gebetsraum hat etwa Abmessungen von acht auf acht Metern. Die Kuppel ruht auf einem achteckigen Tambour. Das Gebäude ist aus Stein errichtet. In den Wänden gibt es einige Vertiefungen, in denen sich Tongefäße befinden. Es wird angenommen, dass dadurch die Akustik im Raum verbessert werden sollte.
Zwei Türben befinden sich auf dem Gelände der Moschee.
Die Gjin-Aleksi-Moschee wurde 1963 zum staatlichen Kulturdenkmal ernannt und überstand so das Religionsverbot während der kommunistischen Diktatur.
Die Moschee wird heute noch genutzt. Die Türben werden heute für Unterricht und Gebet gebraucht. Im Frühjahr 2014 wurde mit Restaurierungsarbeiten begonnen. 2017 musste der Bau erneut renoviert werden. Dabei wurden die Ziegel auf der Kuppel erneuert.